# Zvláštní komise OSN pro Palestinu

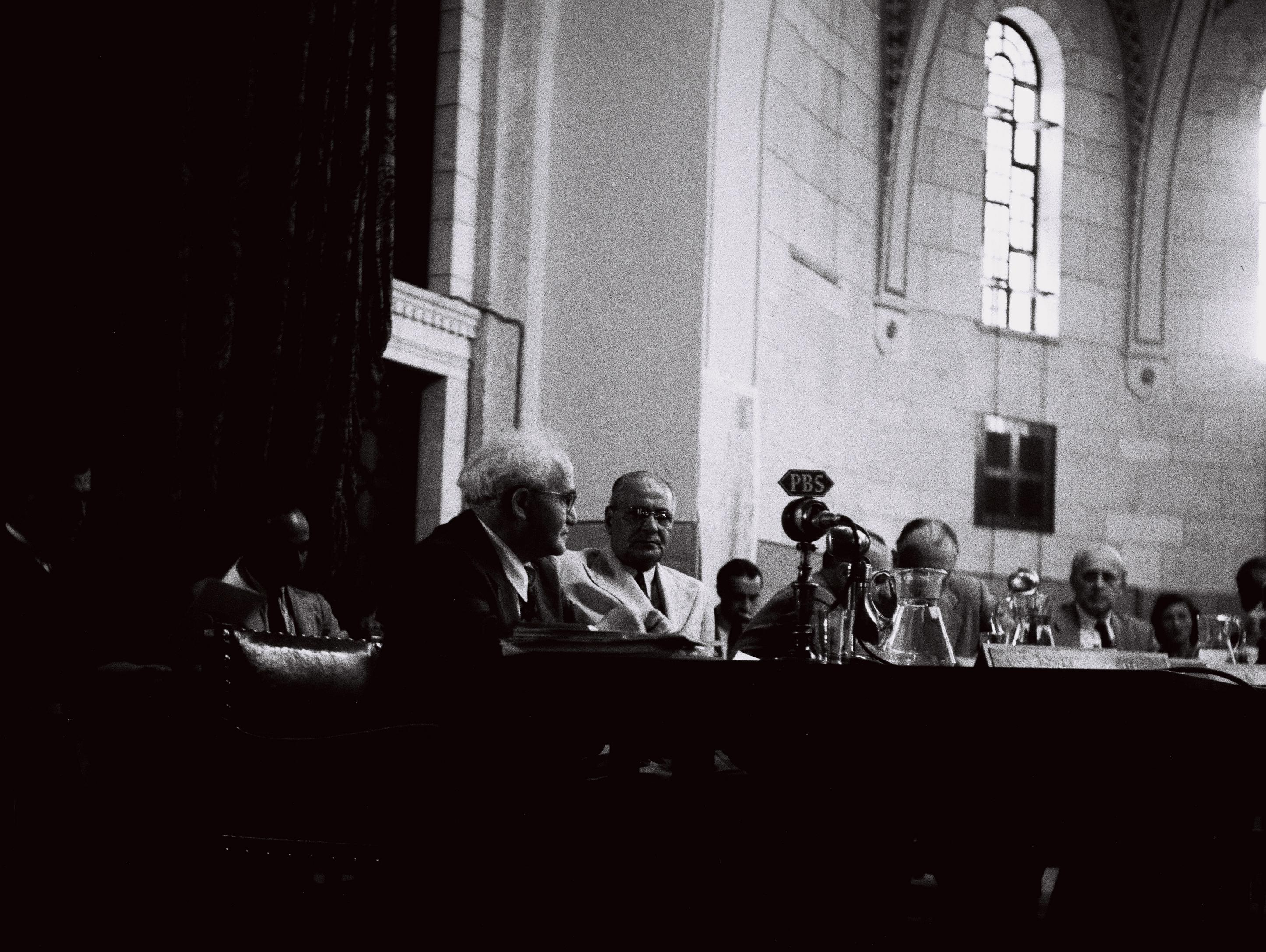
David Ben Gurion vypovídá v Jeruzalémě před členy komise

Zvláštní komise OSN pro Palestinu (anglicky: United Nations Special Committee on Palestine, zkráceně UNSCOP) byla zvláštní komise Organizace spojených národů zřízená v květnu 1947 Valným shromážděním OSN poté, co se Spojené království vzdalo jemu svěřeného mandátu nad Palestinou. 
Úkolem komise, kterou tvořili zástupci jedenácti členských států (Austrálie, Československo, Guatemala, Indie, Írán, Jugoslávie, Kanada, Nizozemsko, Peru, Švédsko, Uruguay), bylo zjistit příčiny arabsko-židovského konfliktu v mandátní Palestině a předložit Valnému shromáždění návrh řešení tohoto konfliktu. Tak se nakonec stalo a komise předložila Valnému shromáždění plán na rozdělení Palestiny, který byl 29. listopadu 1947 schválen a na jehož základě byl za necelý půl rok vyhlášen nezávislý Izrael.
Komisi předsedal Švéd Emil Sandström, pozdější předseda Mezinárodního hnutí Červeného kříže a Červeného půlměsíce. Československo zastupoval Karel Lisický.